# Niccolò da Perugia
Niccolò da Perugia   (Perusa, 1300 (Gregorià) - 1350 (Gregorià)) va ser un compositor italià del Trecento. Contemporani de Francesco Landini, va ser un dels compositors més actius de Florència.

## Biografia
Se sap poca cosa de la seva vida. Probablement originari de Perusa, potser era fill d'un prebost (proposto). El 1362 va aparèixer a la llista de visitants del monestir de Santa Trinita, juntament amb Gherardello da Firenze. Segons la informació de la seva música, probablement va ser amic del poeta florentí Franco Sacchetti, i probablement va produir la major part de la seva obra entre 1360 i 1375, període corresponent a la creació dels poemes que va musicar. Potser va ser l'anomenat «Ser Niccolò», registrat com a cantant de lauda el 1393. Una de les seves composicions, La fiera testa, probablement va ser escrita contra la família Visconti, quan Florència estava en guerra amb Milà entre el 1397 i el 1400.
Un total de 41 composicions de Niccolò da Perugia han sobreviscut amb atribució fiable, la majoria de les quals es troben al Codex Squarcialupi, i totes les altres provenen de fonts de la Toscana. Totes les seves obres són seculars i compostes per a veu. Inclouen 16 madrigals, 21 ballates i 4 caccia. Els madrigals són tots per a dues veus, amb l'excepció d'un que en conté tres. Tots són d'un estil relativament conservador, és a dir, sense influència de la pràctica francesa contemporània (que els distingeix de les obres de Landini).
Un tret distintiu de Niccolò da Perugia és el gènere de les ballate minimae. Es tracta de peces molt curtes, que consisteixen en una sola línia de text moralitzador, i molt diferents de la poesia amorosa d'altres compositors contemporanis com Landini. La seva data i lloc de mort romanen desconeguts.